# Liz Trotta
Liz Trotta (* 1937) ist eine konservative, US-amerikanische Journalistin. Sie arbeitet zurzeit für den Fernsehsender Fox News. Für ihre Berichterstattungen gewann sie drei Emmy awards und zwei Overseas Press Club awards. Trotta war zudem die erste Kriegsberichterstatterin für eine Rundfunkanstalt.

## Karriere
Trotta begann ihre Karriere 1965 bei der New Yorker Zweigstelle des Fernsehsenders NBC, später wurde sie Chefredakteurin des New Yorker Büros der Washington Times. Sie arbeitete zudem für Hillman Periodicals, Inter-Catholic Press Agency, Long Island Press, Chicago Tribune, Newsday, und CBS.
In ihrem 1991 erschienenen autobiographischen Buch Fighting for Air: In the Trenches With Television News beschreibt sie ihre Erfahrungen als Kriegsjournalistin unter anderem im Vietnamkrieg.
Am 25. Mai 2008 löste Trotta mit einem Kommentar in einer Fox-News-Sendung nationale Empörung aus. Nachdem sie die Namen „Obama“ (Barack Obama) und „Osama“ (Osama bin Laden) vertauschte, erklärte sie, dass die Ermordung beider wünschenswert sei: [...] and now we have what some are reading as a suggestion that somebody knock off Osama. Um, uh, Obama. Well both, if we could. Am nächsten Tag entschuldigte sich Trotta für ihren „schlechten Scherz“ (lame attempt at humor).